# سد دويرة
سد الدويرة أو بحيرة الدويرة هو سد مائي يقع على بُعد 18 كـم (11.18 ميل) إلى الجنوب الشرقي من قصبة الجزائر في بلدية دويرة بولاية الجزائر. شيد ما بين 25 أكتوبر 2005م و12 نوفمبر 2013م، ويستعمل أساسا في توفير ماء الشرب وماء الري.

## الموقع
يقع سد دويرة متوسطا ثلاث بلديات في ولاية الجزائر هي دويرة والمحالمة وتسالة المرجة.

## الخصائص
| رقم | الخاصية         | القيمة                             |
| --- | --------------- | ---------------------------------- |
| 01  | الولاية         | ولاية الجزائر                      |
| 02  | الإحداثيات      |                                    |
| 03  | الارتفاع        | 80 م (262 قدم)                     |
| 04  | الطول           | 0.82 كـم (0.51 ميل)                |
| 05  | العرض           | 0.53 كـم (0.33 ميل)                |
| 06  | مساحة الخزان    | 1,000 ها (2,471.054 أكر)           |
| 07  | الحجم           | 87,000,000 م3 (113,791,704 ياردة3) |
| 08  | المساحة المسقية | 17,000 ها (42,007.915 أكر)         |

## مصدر المياه

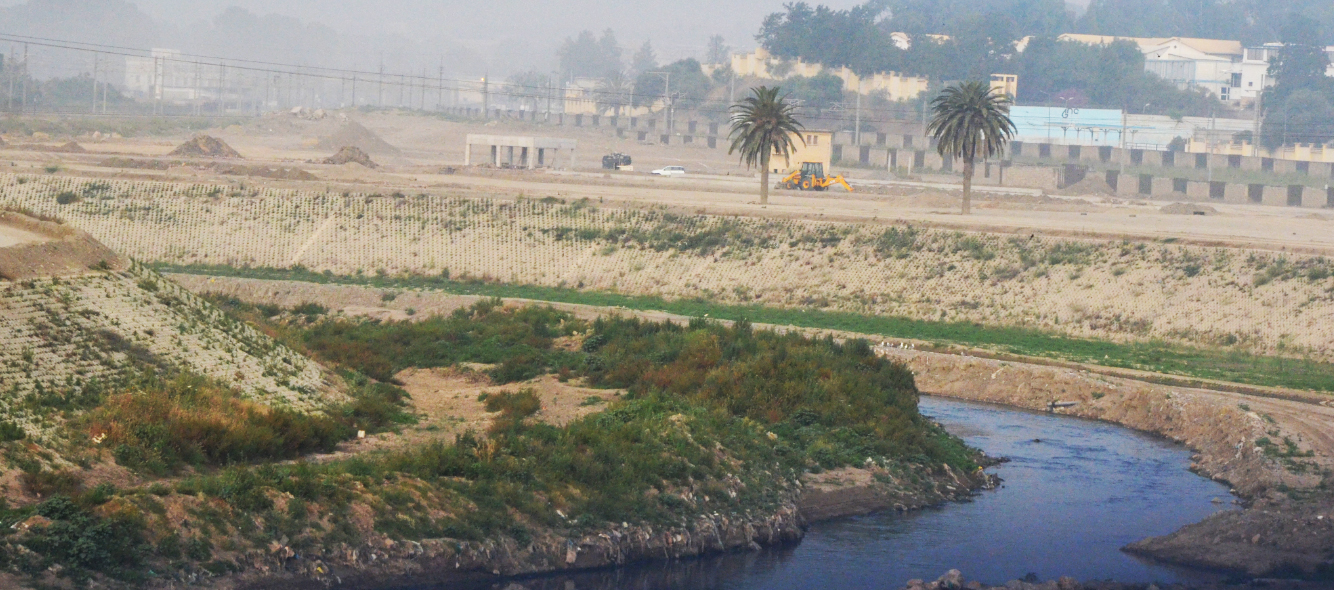
وادي الحراش

يتم تموين سد دويرة بواسطة المياه المسترجعة من وادي الحراش.
وتصل كمية هذه المياه إلى أكثر من 70 مليون متر مكعب، تحول من وادي الحراش نحو سد دويرة انطلاقا من ولاية البليدة، ممتدة على مسافة تتجاوز 24.5 كـم (15.22 ميل)، لتساهم محطة الضخ التي تبلغ طاقتها 8 أمتار مكعبة في الثانية.
ويمون السد كذلك بفضل تحويل جزء من مياه وادي حمام ملوان ووادي مزفران القريب جدا من الموقع.
وقد تم تشغيل القناة الممونة من وادي حمام ملوان نحو سد دويرة بتاريخ 29 نوفمبر 2014م.
أما بالنسبة للقناة الممونة من وادي مزفران نحو سد دويرة، فهي مبرمجة للاستلام في خلال العام 2018م.

## الأهداف

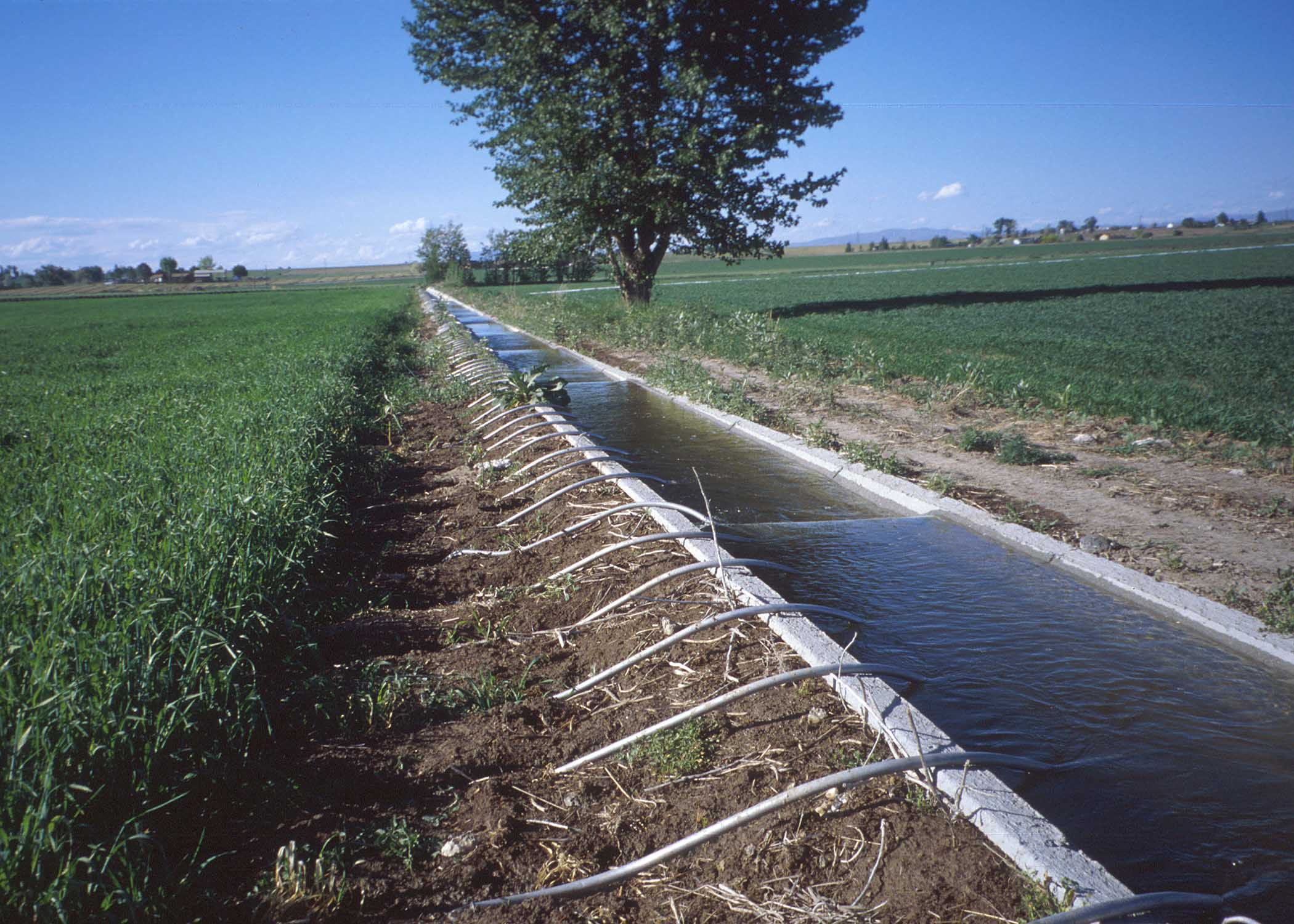
ري

يسمح المسطح المائي المتمثل في سد دويرة بتحقيق أربعة أهداف هي:
1. تخزين الماء بغرض الري.
2. التموين بالماء الشروب.
3. إعادة تموين الطبقة الجوفية لمتيجة.
4. نشاطات التسلية.

## الاستعمال
تسمح مياه سد دويرة بسقي مئات الهكتارات من الأراضي الزراعية الموجود في متيجة، مع توجيه كمية من المياه للشرب.
وتبلغ المساحة المسقية 17,000 ها (42,007.915 أكر) في سهل متيجة، منها 9,000 ها (22,239.484 أكر) في ولاية البليدة، و8,000 ها (19,768.431 أكر) المتبقية في غرب ولاية الجزائر.
ويستفيد الفلاحون والمزارعون في الناحية الغربية من ولاية الجزائر، بالإضافة إلى نظرائهم في ولاية البليدة، من مياه السقي التي يوفرها هذا السد.
ويتم الري الزراعي بواسطة شبكة قنوات تمون المستثمرات الفلاحية في سهل متيجة، بالإضافة إلى شبكات صغيرة للصرف داخل هذه المزارع.

## المرافق

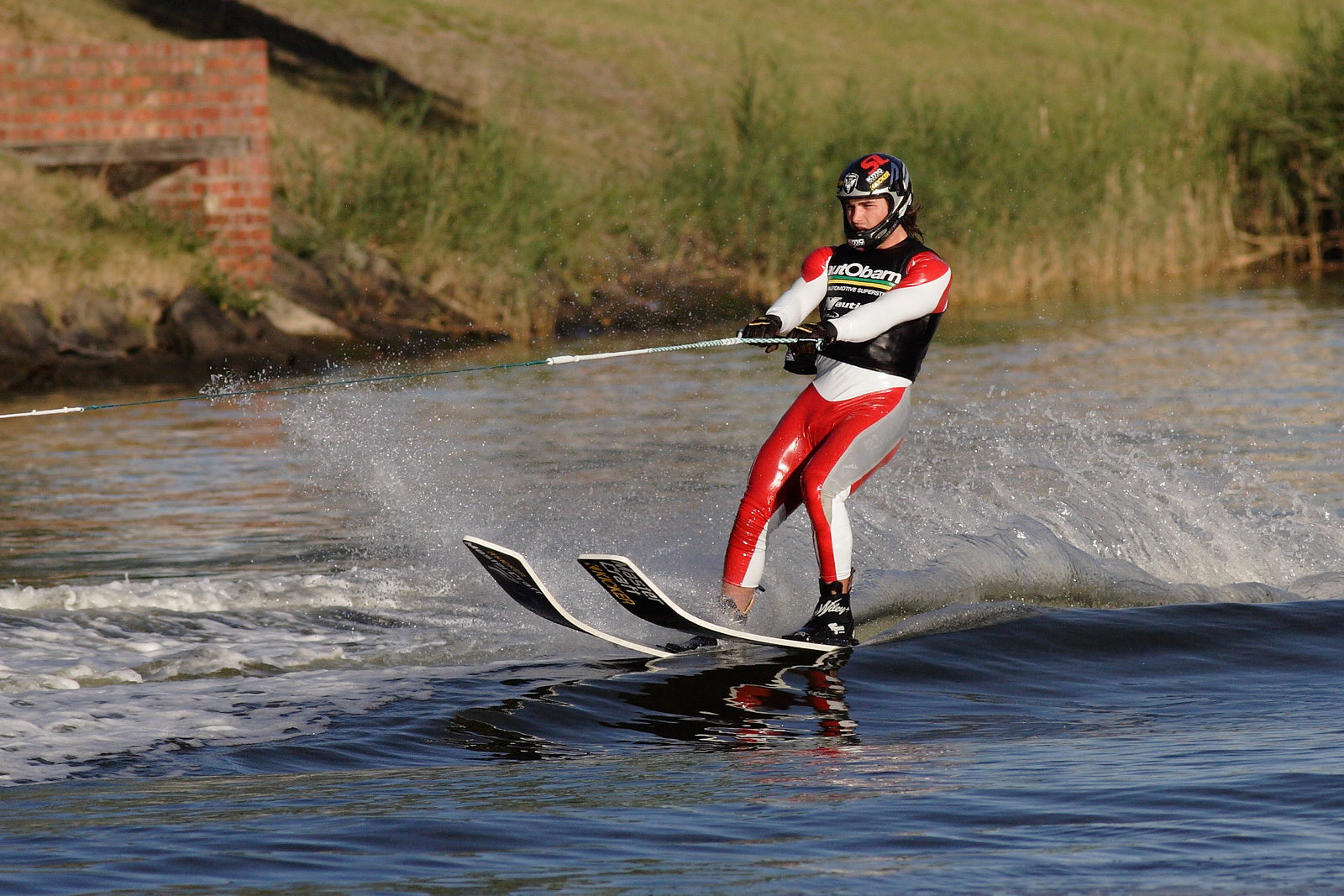
رياضات مائية

تتضمن البطاقة التقنية لمشروع سد دويرة إنجاز مسابح على حواف الخزان الذي سيكون في الحقيقة بحيرة واسعة وسط أراض فلاحية شاسعة قرب مدينة الجزائر العاصمة.
كما يتوفر هذا المشروع على عمليات تهيئة حول السد موجهة لاحتضان مناطق للترفيه والتسلية.
ويجد هواة الرياضات الشراعية ومحبو الرياضات المائية فضاء للمارسة نشاطهم في هذا السد الذي تشرف عليه الوكالة الوطنية للسدود ووزارة الموارد المائية الجزائرية.

## التشجير
تم إطلاق حملة تشجير حول السد المائي لدويرة خلال العام 2016م، عبر غرس الأشجار في إطار اليوم العالمي للغابات.
وسمحت عملية التشجير بغرس الآلاف من الشجيرات حول المسطح المائي.

### مكتبة الصور

دويرة
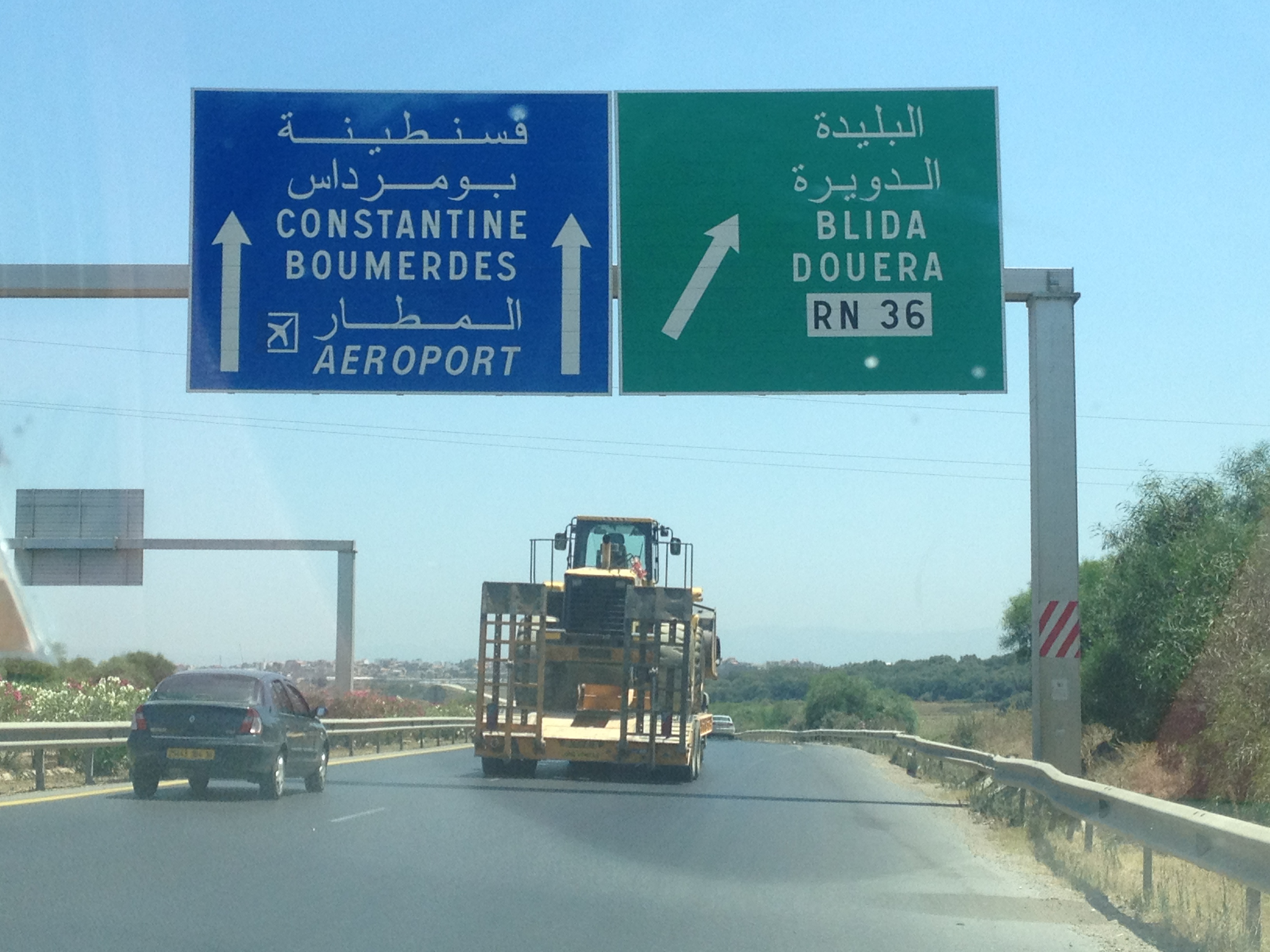
دويرة
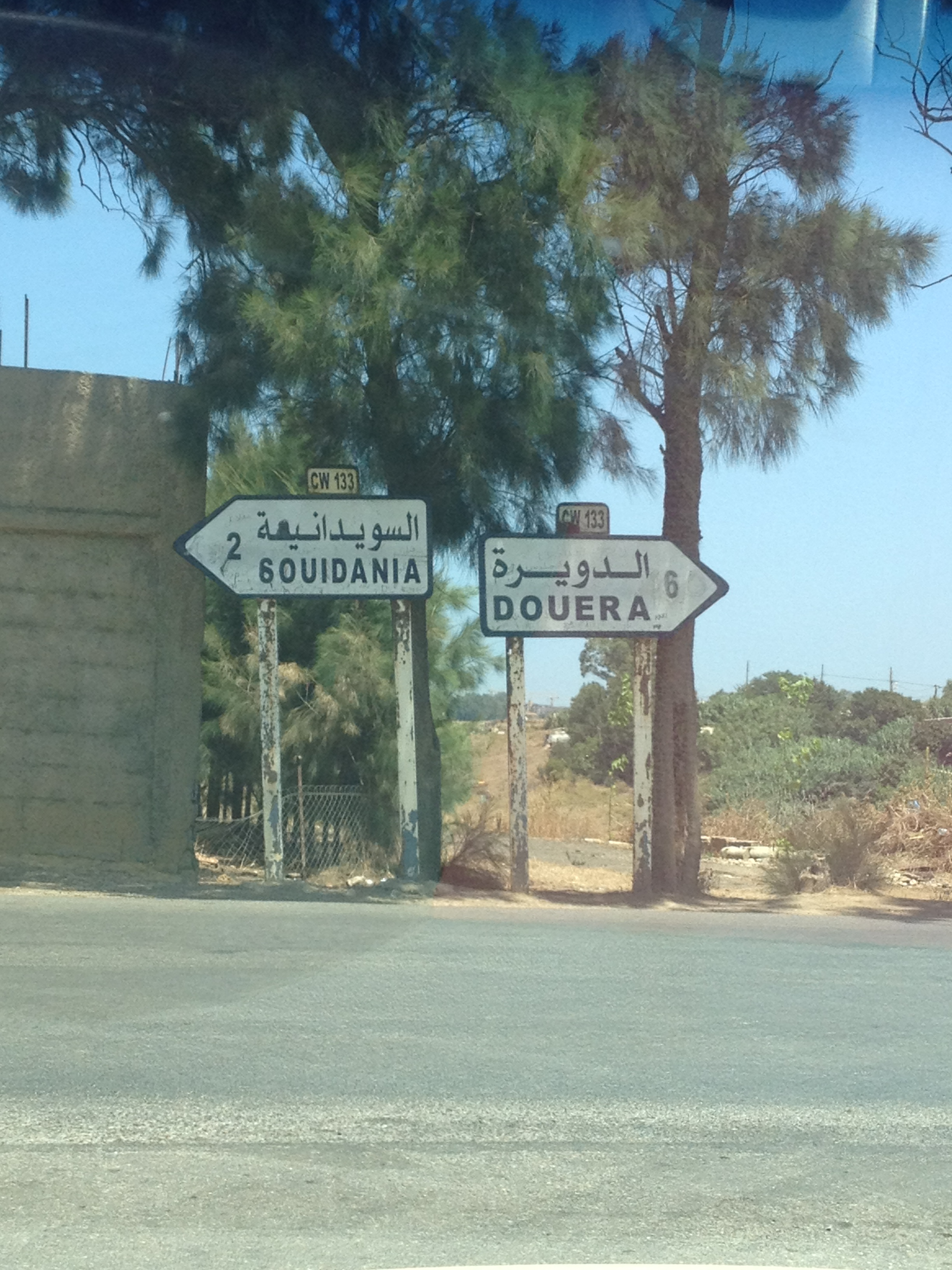
دويرة
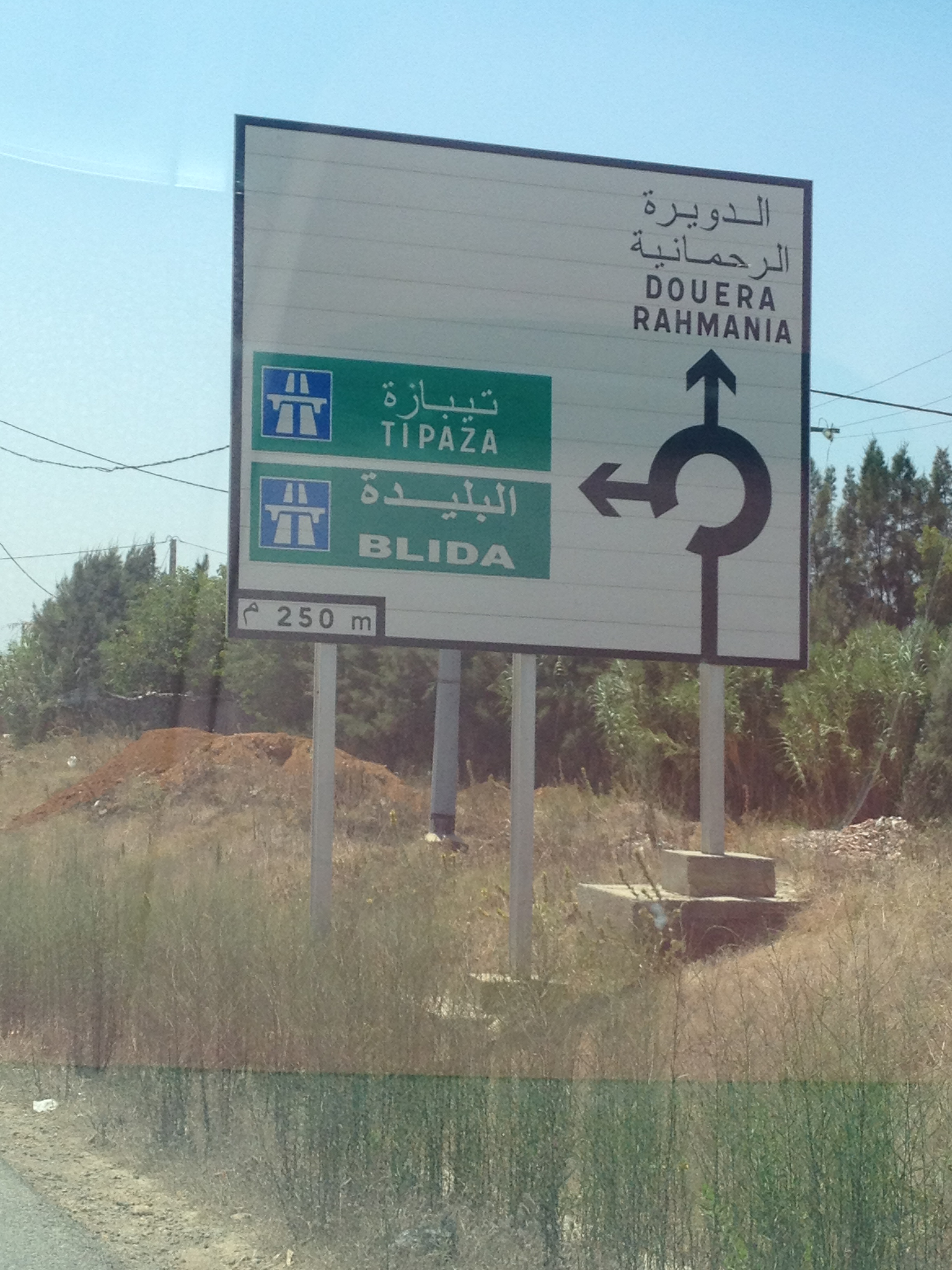
دويرة

### مواضيع ذات صلة
- وزارة الموارد المائية الجزائرية
- الوكالة الوطنية للسدود
- وادي الحراش
- وادي مزفران
- وادي حمام ملوان
- المجاري المائية في الجزائر
- قائمة سدود الجزائر
- قائمة أنهار الجزائر
- قائمة بحيرات الجزائر
- نظام مائي للوديان
- نظام مطري للوديان
- الأطلس التلي
- متيجة
- زواوة
- ولاية الجزائر
- السياحة في الجزائر
- قائمة أهم المعالم السياحية في العالم

### فيديوهات
- سد دويرة على يوتيوب.
- سد دويرة على يوتيوب.

### وصلات خارجية
- وزارة الموارد المائية الجزائرية نسخة محفوظة 10 مارس 2018 على موقع واي باك مشين.